# Cuse-et-Adrisans
Cuse-et-Adrisans là một xã của tỉnh Doubs, thuộc vùng Bourgogne-Franche-Comté, miền đông nước Pháp.